# 말오줌때
말오줌때(Euscaphis japonica)는 한국 중부 이남의 바닷가와 개울둑에 나는 낙엽관목으로 높이 3m이다. 잎은 마주나며 1회 깃꼴겹잎, 길이 25cm, 작은잎은 5-11장, 피침상 난형이며 끝이 뾰족하고, 길이 4-8cm, 예리한 잔톱니가 있다. 꽃은 황록색, 가지 끝에 원추꽃차례로 달리고 꽃 차례의 지름 5-15cm이다. 꽃받침 5갈래, 꽃잎 5장, 수술 3개, 씨방은 3실, 암술대 3개이다. 밑으 화반(花般)으로 둘러싸여 있다. 열매는 골돌, 1-3개씩 달리고, 찌그러진 타원형으로 끝이 뾰족하며, 붉은색의 다육질이다. 씨는 둥근 모양으로, 검은색 광택이 난다. 어린순은 식용한다.